# Коршья, Себастьян
Себастья́н Матьё Коршья́ (фр. Sébastien Mathieu Corchia; 1 ноября 1990, Нуази-ле-Сек, Сен-Сен-Дени, Франция) — французский футболист, защитник клуба «Канн». Выступал за сборную Франции. Помимо французского гражданства, также имеет и итальянское.

## Клубная карьера

### Ранние годы
Себастьян Коршья родился 1 ноября 1990 года в пригороде Парижа Нуази-ле-Сек. Начал свою карьеру в местном клубе Stade Olympique. После двухлетнего пребывания в клубе перешёл в полупрофессиональный клуб Villemomble, в котором провёл пять лет. В течение нескольких недель проходил обучение в центре «Клерфонтен».

### Ле-Ман
Дебют Коршья за «Ле-Ман» состоялся 14 февраля 2009 года в матче против «Ниццы» в рамках 24 тура чемпионата Франции 2008/2009. Он вышел на поле с первых минут и был заменен на 68 минуте второго тайма.
Затем отыграл полный матч на стадионе «Велодром» против местного «Олимпика».
Благодаря хорошей игре в обороне помог своей команде взять важное очко в выездном матче.
В зимнее трансферное окно им заинтересовался туринский «Ювентус», однако в конечном итоге Себастьян Коршья остался в Ле-Мане. Проведя отличную концовку сезона, Коршья вызвал интерес к себе со стороны СМИ, которые уже прочили ему большое будущее.
В мае 2009 года подписал свой первый профессиональный контракт с клубом сроком на три года. Всего в сезоне 2008/2009 Коршья отыграл 9 матчей.
Сезон 2009/2010 Себастьян Коршья начал как основной правый защитник. Он принял участие во всех 15 стартовых матчах в чемпионате Франции. Свой первый гол забил 12 декабря 2009 года в матче против «Валансьена».
Всего в сезоне 2009/2010 Коршья отыграл 35 матчей в чемпионате и по одному матчу в Кубке Франции и Кубке французской лиги. Однако «Ле-Ман» в том сезоне занял 18 место в чемпионате и выбыл в Лигу 2.
Летом 2010 года им интересовалась мюнхенская «Бавария», а также «Бордо», «Лион» и «Лилль».

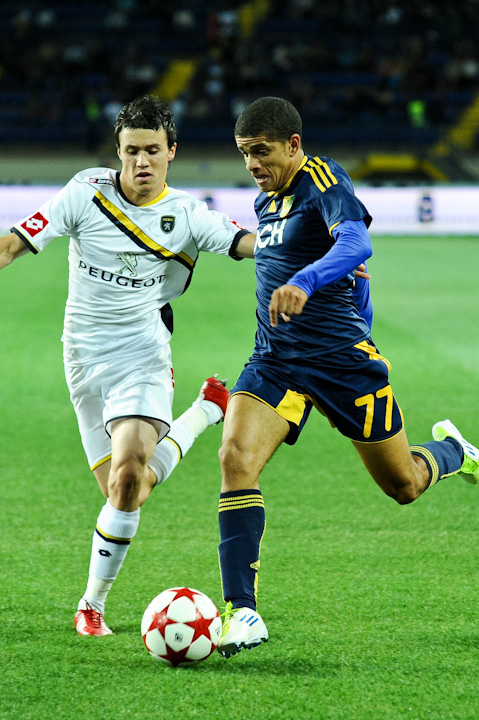
Себастьян Коршья в матче против «Металлиста»

Сезон 2010/2011 Коршья вместе с командой провёл во втором дивизионе Франции. Сезон получился для клуба довольно успешным — он занял четвёртое место — всего в шаге от выхода в Лигу 1.
В том сезоне Коршья отыграл 36 матчей в чемпионате и забил 1 гол. В конце сезона Коршья перешёл в футбольный клуб «Сошо», выступавший в Лиге 1.
Контракт был рассчитан до 2015 года, а сумма трансфера оценивалась в 1,8 млн евро.

### Сошо
В июле 2011 года Коршья официально стал игроком «Сошо». В новом клубе получил футболку с номером 2. Дебют за новый клуб состоялся 6 августа 2011 года в матче первого тура чемпионата Франции 2011/2012 против «Олимпика». В том матче Коршья вышел на поле на непривычную для себя позицию — левый фланг обороны. Матч завершился ничьей 2:2, а Себастьян Коршья записал на свой счёт голевую передачу.
В августе «Сошо» предстояло провести два матча четвёртого квалификационного раунда Лиги Европы 2011/2012 против «Металлиста». Первый матч, состоявшийся 18 августа на стадионе «Металлист», стал для Коршья дебютным в еврокубках. В ответной игре на стадионе «Огюста Бонали» Себастьян Коршья также отыграл полный матч, а «Сошо» потерпел крупное поражение 4:0 и выбыл из розыгрыша Лиги Европы.
В матче 9 тура чемпионата Франции против «Тулузы» Коршья получил небольшое повреждение и был заменен на 38 минуте первого тайма. Пропустив следующие два матча, он вернулся на поле в матче 12-го тура против «Ниццы». Зимой 2014 года Коршья был близок к переходу в «Лилль», но трансфер сорвался.

### Лилль
Летом 2014 года Себастьян Коршья все же перешёл в «Лилль». Контракт был подписан на четыре года. По данным французских СМИ, стоимость трансфера составила 1,7 миллиона евро.

## Международная карьера
Себастьян Коршья являлся игроком сборной Франции до 17 лет. За сборную дебютировал 5 декабря 2006 года в матче против сборной Чехии, выйдя на замену во втором тайме.
Всего за сборную до 17 лет отыграл два матча. Второй матч состоялся 7 декабря 2006 года также против сборной Чехии.
В 2008 году Коршья был вызван в сборную Франции до 18 лет. Дебют состоялся 28 апреля на «Кубке Словакии». Себастьян отыграл все три матча группового этапа, однако сборная Франции заняла 3 место в группе и вылетела из турнира.
С 2008 года играл за юношескую сборную Франции. Себастьян Коршья стал участником чемпионата Европы 2009. Он сыграл во всех матчах группового этапа, а также в полуфинальном матче против сборной Англии, в котором сильнее оказались англичане. В том матче Коршья получил красную карточку. Всего за сборную провел 19 матчей.
27 августа 2009 года Коршья был вызван в молодёжную сборную Франции для участия в отборочных матчах чемпионата Европы 2011 против сборных Словении и Украины. Коршья дебютировал в матче против сборной Украины. Сборная Франции в итоге заняла третье место в группе и не попала на основной турнир.
2 февраля 2011 года в товарищеском матче против сборной Словакии на 47-й минуте Коршья забил свой первый гол за сборную, а на 50-й оформил дубль. В марте 2011 года главный тренер молодёжной сборной Эрик Момбертс назначил его капитаном команды на отборочных матчах чемпионата Европы 2013.

## Статистика выступлений
| Выступление      | Выступление      | Выступление      | Чемпионат | Чемпионат | Кубки | Кубки | Еврокубки | Еврокубки | Итого | Итого |
| Клуб             | Лига             | Сезон            | Игры      | Голы      | Игры  | Голы  | Игры      | Голы      | Игры  | Голы  |
| ---------------- | ---------------- | ---------------- | --------- | --------- | ----- | ----- | --------- | --------- | ----- | ----- |
| Ле-Ман           | Лига 1           | 2008/09          | 9         | 0         | 1     | 0     | 0         | 0         | 10    | 0     |
| Ле-Ман           | Лига 1           | 2009/10          | 35        | 2         | 2     | 0     | 0         | 0         | 37    | 2     |
| Ле-Ман           | Лига 2           | 2010/11          | 36        | 1         | 4     | 1     | 0         | 0         | 40    | 2     |
| Ле-Ман           | Итого            | Итого            | 80        | 3         | 7     | 1     | 0         | 0         | 87    | 4     |
| Сошо             | Лига 1           | 2011/12          | 31        | 0         | 1     | 0     | 2         | 0         | 34    | 0     |
| Сошо             | Лига 1           | 2012/13          | 34        | 1         | 5     | 0     | —         | —         | 39    | 1     |
| Сошо             | Лига 1           | 2013/14          | 33        | 3         | 3     | 1     | —         | —         | 36    | 4     |
| Сошо             | Итого            | Итого            | 98        | 4         | 9     | 1     | 2         | 0         | 109   | 5     |
| Лилль            | Лига 1           | 2014/15          | 31        | 1         | 4     | 1     | 10        | 1         | 45    | 3     |
| Лилль            | Лига 1           | 2015/16          | 2         | 0         | 0     | 0     | —         | —         | 2     | 0     |
| Лилль            | Итого            | Итого            | 33        | 1         | 4     | 1     | 10        | 1         | 47    | 3     |
| Всего за карьеру | Всего за карьеру | Всего за карьеру | 211       | 8         | 20    | 3     | 12        | 1         | 243   | 12    |

## Достижения
«Нант»
- Обладатель Кубка Франции: 2021/2022